# Borbera-Tal
Das Borbera-Tal (ligurisch: val Borbëa oder Borbéia; piemontesisch: val Borbaja) ist ein Tal in der norditalienischen Provinz Alessandria, durch das der Fluss Borbera fließt. Der Fluss, der offiziell als Torrente gilt und 38 km lang ist, mündet in den Scrivia. Historisch gesehen war das Tal im Mittelalter Teil des Herzogtums Mailand und ab 1797 Teil der Republik Genua, wobei das Obertal, das bis Anfang des 20. Jahrhunderts vom Untertal verkehrsmäßig getrennt war, schon lange den Genuesen gehört hatte. Das Borbera-Tal ist seither noch sprachlich und kulturell mit Ligurien verbunden.
Bis in die 1950er-Jahre war der Weinbau – vor allem im Untertal – sehr verbreitet. Heute noch wird im Tal eine besondere Rebsorte, der Timorasso, angebaut, die auch außerhalb des Tals bekannt und geschätzt ist. Es gibt im Tal noch reichlich Kastanienwälder, aber Kastanien werden nicht mehr wie früher geerntet. Auch sind die Wassermühlen im Tal nicht mehr im Betrieb, also wird Kastanienmehl nun außerhalb des Tals hergestellt. Das Tal ist auch für eine besondere Art von Kartoffeln bekannt, nämlich die patata quarantina bianca genovese, und für die fagiolane, eine ziemlich große, weiße Kletterbohne, die gastronomisch in der Provinz Alessandria sehr geschätzt ist und verwendet wird.
Durch die Abgeschiedenheit hat sich im oberen Borbera-Tal eine genetisch isolierte Bevölkerung gebildet.
Das Borbera-Tal weist außergewöhnlich hohe Konglomeratschüttungen auf, die aus etlichen Geröllhorizonten bestehen und eine Gesamtmächtigkeit von einem Kilometer erreichen.

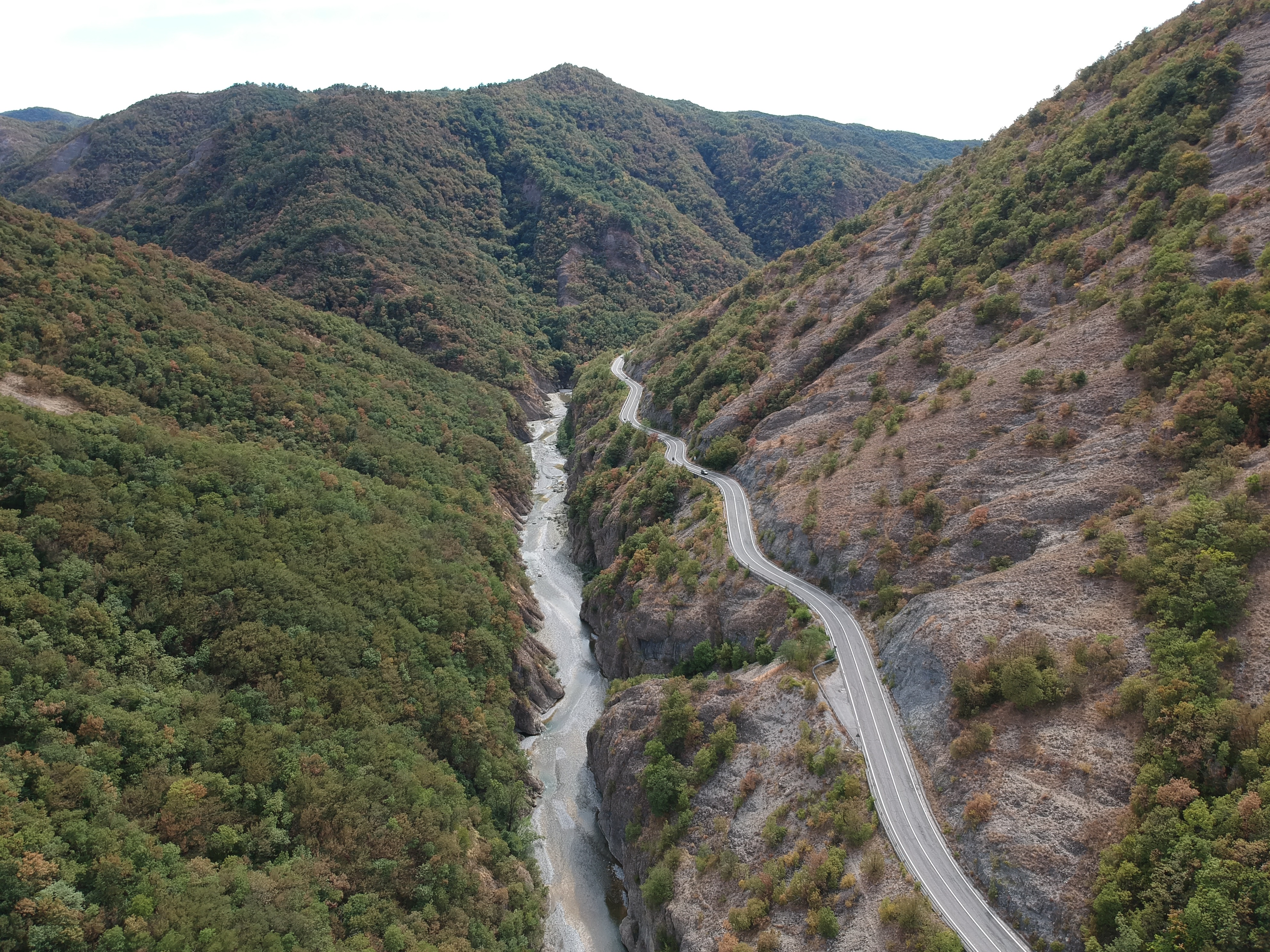
Die Schluchten des Borbera-Tals von der Vogelperspektive